# Кибјерет
Кибјерет (фр. Cubiérettes) насеље је и општина у јужној Француској у региону Лангдок-Русијон, у департману Лозер која припада префектури Манд.
По подацима из 2011. године у општини је живело 55 становника, а густина насељености је износила 4,85 становника/km². Општина се простире на површини од 11,34 km². Налази се на средњој надморској висини од 930 метара (максималној 1.625 m, а минималној 960 m).

## Демографија
| 1962. | 1968. | 1975. | 1982. | 1990. | 1999. | 2011. |
| ----- | ----- | ----- | ----- | ----- | ----- | ----- |
| 63    | 65    | 63    | 59    | 56    | 50    | 55    |

График промене броја становника у току последњих година